# Ludovikus Simanullang

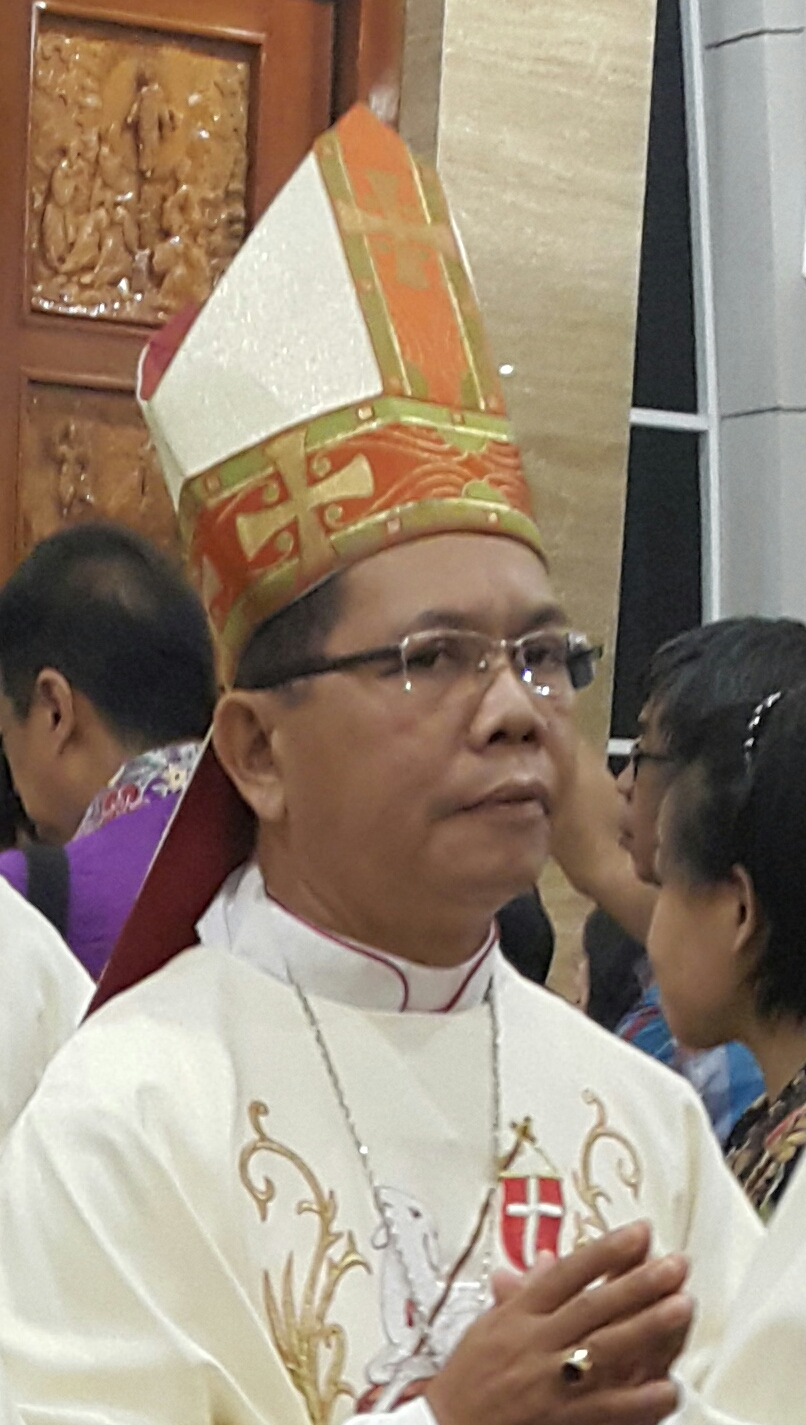
Ludovikus Simanullang, 2017

Ludovikus Simanullang OFMCap (* 23. April 1955 in Sogar; † 20. September 2018 in Medan) war ein indonesischer Geistlicher und römisch-katholischer Bischof von Sibolga.

## Leben
Ludovikus Simanullang trat der Ordensgemeinschaft der Kapuziner bei, legte am 2. August 1981 die Profess ab und empfing am 10. Juli 1983 die Priesterweihe.
Papst Benedikt XVI. ernannte ihn am 14. März 2007 zum Bischof von Sibolga. Die Bischofsweihe spendete ihm der Apostolische Nuntius in Indonesien und Osttimor, Erzbischof Leopoldo Girelli, am 20. Mai desselben Jahres; Mitkonsekratoren waren Martinus Dogma Situmorang, Bischof von Padang, und Anicetus Bongsu Antonius Sinaga OFMCap, Koadjutorerzbischof von Medan.